# Adam Larsen Kwarasey
Adam Larsen Kwarasey, właśc. Adambathia Larsen Kwarasey (ur. 12 grudnia 1987 w Oslo) – ghański piłkarz pochodzenia norweskiego występujący na pozycji bramkarza. Zawodnik klubu Vålerenga Fotball.

## Kariera klubowa
Larsen Kwarasey urodził się w Oslo jako syn Norweżki i Ghańczyka. Seniorską karierę rozpoczął w 2006 roku w Vålerenga Fotball z Tippeligaen. Spędził tam sezon 2006, w ciągu którego nie rozegrał tam jednak żadnego spotkania. W 2007 roku podpisał kontrakt ze Strømsgodset IF, także grającym w Tippeligaen. Zadebiutował tam 6 maja 2007 roku w zremisowanym 1:1 meczu z Lyn Fotball. W 2010 roku zdobył z zespołem Puchar Norwegii. W 2015 przeszedł do Portland Timbers. Następnie grał w Rosenborgu i Brøndby IF, a w 2017 wrócił do Vålerengi.

## Kariera reprezentacyjna
W 2008 roku Larsen Kwarasey rozegrał 1 spotkanie w reprezentacji Norwegii U-21.
2 września 2011 roku w wygranym 2:0 meczu eliminacji Pucharu Narodów Afryki 2012 z Suazi zadebiutował w reprezentacji Ghany.